# Liste der Kulturdenkmale in der Reichenbacher Vorstadt (Plauen)

Lage des Stadtteils Reichenbacher Vorstadt in Plauen

In der Liste der Kulturdenkmale in der Reichenbacher Vorstadt sind die Kulturdenkmale des Plauener Stadtteils Reichenbacher Vorstadt verzeichnet, die bis Dezember 2019 vom Landesamt für Denkmalpflege Sachsen erfasst wurden (ohne archäologische Kulturdenkmale). Die Anmerkungen sind zu beachten.
Diese Aufzählung ist eine Teilmenge der Liste der Kulturdenkmale in Plauen.

## Liste der Kulturdenkmale in der Reichenbacher Vorstadt
| Bild                                    | Bezeichnung | Lage                                     | Datierung                          | Beschreibung | ID       |
| --------------------------------------- | --- | ---------------------------------------- | ---------------------------------- | --- | -------- |
|                                         | Städtische Parkanlage August-Bebel-Hain (ehemals König-Albert-Hain) | Am August-Bebel-Hain (Karte)             | 1889                               | Unterhalb des Krankenhauses gelegene Grünanlage, weitgehend in der Gestaltung der 1930er Jahre, von stadtentwicklungsgeschichtlicher Bedeutung. 1885 kaufte der Rat der Stadt vom ehemaligen Rittergut Reusa ein 4,28 Hektar großes Grundstück für den Bau des Krankenhauses, der benachbarte Steilhang zum Kniehlohbach wurde 1889 mit 200 Bäumen bepflanzt und mit Wegen versehen. Die öffentliche Grünanlage erhielt den Namen „König-Albert-Hain“. Mit der Anlage des Parks war eine veränderte Straßenführung der Reichenbacher Straße verbunden, die im Bogen um die Anlage gelegt wurde. Im Volksmund wurde der Steilhang als „Spittelberg“ bezeichnet und erinnert damit an das St.-Johannis-Hospital mit den Siechenhäusern, das an gleicher Stelle stand. Die Anlage wurde ständig verändert. Ihre heutige Gestalt erhielt sie 1930, als man den Bach verrohrte. Seit 1945 trägt die Anlage die heutige Bezeichnung. 1930 füllte man das Tal mit mehreren tausend m³ Müll auf. Die Anlage wird geprägt von geschwungenen, teils steil ansteigenden Wegen, teilweise mit Treppen. Neben Baumgruppen und Büschen bringen Rasenflächen Abwechslung in die Gestaltung und erlauben vielfältige Blickbeziehungen. Oberhalb dieser naturnahen Anlage befindet sich in unmittelbarer Nachbarschaft zum Krankenhaus eine kleine regelmäßig angelegte Partie des Gartens, die Sitzfläche und Aussichtspunkt zugleich ist. Hier finden sich auch Blumenrabatten. 1980 war ein Baumbestand von 252 Exemplaren in 29 Arten zu verzeichnen. Wesentlich geprägt wird die Anlage allein von damals 24 Spitz-Ahornen, 13 Schwarz-Erlen und 20 Weißdorne (eingriffliger). Nach historischen Postkarten zu urteilen, war diese Fläche ursprünglich als Aussichtsfläche mit sandgeschlämmter Bodenfläche und hölzernem Geländer gestaltet. Die Anlage unterhalb der Aussichtsfläche wurde ergänzt durch einen kleinen Teich und eine Brücke über den kleinen Bach, der als bewusstes Gestaltungselement in die Anlage einbezogen wurde. Das Geländer war aufwendig als Astwerk aus Beton gestaltet. Leider fehlen die letztgenannten Elemente heute. | 09301672 |
|                                         | Schützenhaus (heute Gaststätte „Treffer“, ehemaliges „Wachlokal“) und terrassiertes Gelände neben dem Schützenhaus mit Baumreihen und Treppenanlage (ehemals Freiflächen zum Aufstellen von Zelten und Pavillons) sowie Freifläche vor dem Schützenhaus mit Baumreihen (ehemaliges Gartenrestaurant, heute Parkplatz) | Äußere Reichenbacher Straße 2 (Karte)    | 1884                               | Architektonisch anspruchsvoll gestaltetes Gebäudeensemble mit umgebendem gestaltetem Gelände von baugeschichtlichem und ortsgeschichtlichem Wert. Architekt Stadtbauinspektor Carl Heinrich Thiele, Ausführung Maurermeister August Vogel, 1884 für die Plauener Schützengesellschaft. - Das rote Ziegelgebäude mit Sandstein-Zierelementen flankiert und überragt von quadratischem Turm mit Pyramidenhelm, zwei polygonale Treppenhausvorbauten, weiterhin Seitenrisalit. Eingangsbereich mit Vorhalle: 5 Bögen auf gedrungenen Säulen. Inschrift am Haus „Treffer“, weiterhin neogotischer Zierrat. - Neben Gaststätte eingeschossiges Bauwerk, bezeichnet mit „Wachlokal“: Mittelrisalit, spitzbogige Zwillingsfenster, Satteldach, Zwerchgiebel mit Schwebegiebel und Rundfenster. | 09247044 |
|                                         | Wohn- und Geschäftshaus in Ecklage in geschlossener Bebauung | Äußere Reichenbacher Straße 25 (Karte)   | Bezeichnet mit 1900                | Historisierende Fassade der Stadterweiterung, baugeschichtlich von Bedeutung, bildprägend. Putz-Klinker-Bau, dreigeschossig, 5:4 Achsen, dazu schräg gestellte Achse mit vergrößerten Fenstern als Eckgestaltung, über Erdgeschoss hier Erker über drei Etagen, rechteckig mit polygonaler Fortsetzung, flankiert von spitzgiebeligen Dachhäusern, die Hausecken noch einmal akzentuiert durch Fachwerkgiebel, Erdgeschoss, Fläche über Gurtgesims und Eckgestaltung roter Klinker, die Obergeschoss geputzt, Giebel bezeichnet mit „AO 1900“ und Sonnensymbol. | 09247045 |
|                                         | Mietshaus in geschlossener Bebauung | Äußere Reichenbacher Straße 27 (Karte)   | 1898                               | Historisierende Häuserzeile der Stadterweiterungszeit, baugeschichtliche Bedeutung. Dreigeschossiger Putz-Klinker-Bau mit fünf Achsen, das Erdgeschoss und die Zone über dem Gurtgesims roter Klinker, Erdgeschoss Segmentbogenöffnungen, die beiden Obergeschosse verputzt, mit sparsamem Stuckornamenten im ersten Obergeschoss, Klinkerzierrat wiederum an der Traufe, fünf Schleppgauben. | 09247046 |
|                                         | Mietshaus in geschlossener Bebauung | Äußere Reichenbacher Straße 29 (Karte)   | Bezeichnet mit 1898                | Historisierende Häuserzeile der Stadterweiterungszeit, baugeschichtliche Bedeutung. Dreigeschossig, fünfachsig, Erdgeschoss und Zone über dem Gurtgesims roter Klinker, mittiger Eingang mit neobarocker Überdachung, die Obergeschosse verputzt, im ersten Obergeschoss Fensterrahmung mit Putzrustika und Vorhangbögen, großer mittiger dreieckiger Zwerchgiebel (bezeichnet mit 1898) mit Klinkerlisenen und Stuckornament im Giebelfeld, ähnliche Gestaltung wie Nachbargebäude und baugleich mit Haus Nummer 37. | 09247047 |
|                                         | Mietshaus in geschlossener Bebauung | Äußere Reichenbacher Straße 31 (Karte)   | 1900                               | Bestandteil einer homogenen historisierenden Häuserzeile der Stadterweiterungszeit, entworfen von Oscar Keßler 1898–1904 für eigene Vermarktung; baugeschichtliche Bedeutung. Dreigeschossig, fünf Achsen, Erdgeschoss und Zone über dem Gurtgesims roter Klinker, mittiger eingezogener Eingang. Die Obergeschosse verputzt, Fenster des ersten Obergeschosses mit Gusssteinreliefs. Traufzone wiederum mit rotem Klinkerzierrat, Schleppgaupen. Korrespondiert mit Haus Nr. 35 und 39. | 09247048 |
|                                         | Wohn- und Geschäftshaus in geschlossener Bebauung | Äußere Reichenbacher Straße 33 (Karte)   | 1901                               | Historisierende Häuserzeile der Stadterweiterungszeit, baugeschichtliche Bedeutung. Dreigeschossiger und fünfachsiger Bau mit ausgewogenem Putz-Klinker-Verhältnis, Erdgeschoss mit Ladenfenster links und Eingangstor rechts in rotem Klinker, optisch abgeschlossen durch Gurtgesims, die Klinker aber noch in dem Fries darüber, Betonung der mittigen drei Achsen durch bereits in der Erdgeschoss-Zone mittels Kragsteinen anlaufende Klinkerlisenen und Segmentbögen sowie durch Übergiebelung mit Zierfachwerk, die äußeren Öffnungen in Putzwand mit Putzrustika und Vorhangbögen gerahmt, Traufe wiederum in gen. Klinkergestaltung. | 09247049 |
|                                         | Mietshaus in geschlossener Bebauung | Äußere Reichenbacher Straße 35 (Karte)   | 1901                               | Historisierende Häuserzeile der Stadterweiterungszeit, baugeschichtliche Bedeutung. Dreigeschossig, fünf Achsen, Erdgeschoss und Zone über dem Gurtgesims roter Klinker, mittiger eingezogener Eingang, die Obergeschosse verputzt, Fenster des ersten Obergeschosses mit Gusssteinreliefs, Traufzone wiederum mit rotem Klinkerzierrat, Schleppgaupen, korrespondiert mit Haus Nummer 31 und 39. | 09247050 |
|                                         | Mietshaus in geschlossener Bebauung | Äußere Reichenbacher Straße 37 (Karte)   | Bezeichnet mit 1902                | Historisierende Häuserzeile der Stadterweiterungszeit, baugeschichtliche Bedeutung. Dreigeschossig, fünfachsig, Erdgeschoss und Zone über dem Gurtgesims roter Klinker, mittiger Eingang mit neobarocker Überdachung, die Obergeschosse verputzt, im ersten Obergeschoss Fensterrahmung mit Putzrustika und Vorhangbögen, großer mittiger dreieckiger Zwerchgiebel (bezeichnet mit 1902) mit Klinkerlisenen und Stuckornament im Giebelfeld, ähnliche Gestaltung wie Nachbargebäude und Kopie des Gebäudes Nummer 29. | 09247421 |
|                                         | Mietshaus in geschlossener Bebauung | Äußere Reichenbacher Straße 39 (Karte)   | 1903                               | Historisierende Häuserzeile der Stadterweiterungszeit, baugeschichtliche Bedeutung. Dreigeschossig, fünf Achsen, Erdgeschoss und Zone über dem Gurtgesims roter Klinker, mittiger eingezogener Eingang, die Obergeschosse verputzt, Fenster des ersten Obergeschosses mit Gusssteinreliefs, Traufzone wiederum mit rotem Klinkerzierrat, Schleppgaupen, korrespondiert mit Haus Nummer 31 und 35. | 09247051 |
|                                         | Mietshaus in Ecklage in geschlossener Bebauung | Äußere Reichenbacher Straße 41 (Karte)   | Bezeichnet mit 1904 (Entwurf 1903) | Bestandteil und Kopfbau einer homogenen historisierenden Häuserzeile der Stadterweiterungszeit, entworfen von Oscar Keßler 1898–1904 für eigene Vermarktung; baugeschichtliche Bedeutung. Dreigeschossiger Putz-Klinker-Bau mit 4:4 Achsen, dazu eine schräg gestellte Achse (darin Eingang) als Eckgestaltung. Erdgeschoss roter Klinker mit segmentbogigen, putzbekrönten Ladenfenstern. Über Erdgeschoss die Horizontale der Fassade betonender Klinkerfries. Die Obergeschosse verputzt, Fenster des ersten Obergeschosses mit Putzrustika und Vorhangbögen. Die betonte Eckachse durch rote Klinkerlisenen gerahmt und in Dachhaus endend, flankiert von zwei Dreiecksgiebeln mit Stuckornament (Sonnenmotiv) und bezeichnet mit „A O 1904“. Die Seitenachsen mit kleineren Zierfachwerkgiebeln überhöht. | 09247052 |
|                                         | Mietshaus in jetzt halboffener Bebauung in Ecklage | Humboldtstraße 2 (Karte)                 | 1897                               | Historisierende Fassade der Stadterweiterung, baugeschichtliche Bedeutung. Dreigeschossiger roter Klinkerbau mit abgeschrägter Eckachse, Eckbetonung auch durch dreiachsigen Dachaufbau als viertem Geschoss, mit Pyramidenhelmen, kräftiges Gurtgesims trennt Erdgeschoss optisch ab, auch die anderen Geschosse durch Horizontalbänder markiert, Gussstein-Standardverzierungen (Dreiecksgiebel als Fensterbekrönungen im ersten Obergeschoss, Köpfe, Girlanden), Obergeschosse durch Bombenschaden geschädigt (vereinfacht, auf einer Hausseite Putz). | 09247123 |
|                                         | Mietshaus in geschlossener Bebauung | Humboldtstraße 4 (Karte)                 | 1897                               | Historisierende Standardfassade einer Straßenzeile der Ortserweiterung, baugeschichtliche Bedeutung. Dreigeschossig, vierachsig, orangeroter Klinkerbau, Erdgeschoss mit eingezogenem Eingang rechts durch Gurtgesims optisch abgetrennt, die Obergeschosse mit Gussstein-Standardverdachungen der Fenster, zweiachsiges Zwerchhaus, zwei Schleppgaupen. | 09247124 |
|                                         | Mietshaus in geschlossener Bebauung | Humboldtstraße 6 (Karte)                 | 1897                               | Zeittypischer Klinkerbau einer einheitlichen Zeile der Stadterweiterung, von baugeschichtlichem Wert. Dreigeschossiger und vierachsiger roter Klinkerbau mit Putzstuck-Elementen (Bekrönungen der Öffnungen), eingezogener Eingang rechts, Haustür zweiflügelig mit Oberlicht, über Erdgeschoss Gurtgesims, zweiachsiges Zwerchhaus flankiert von zwei stehenden Gaupen. | 09247125 |
|                                         | Mietshaus in geschlossener Bebauung | Humboldtstraße 8 (Karte)                 | 1897                               | Zeittypischer Klinkerbau einer einheitlichen Zeile der Stadterweiterung, von baugeschichtlichem Wert. Gleiche Gestaltung wie Nachbarhaus, dreigeschossiger und vierachsiger roter Klinkerbau mit Putzstuck-Elementen (Bekrönungen der Öffnungen), eingezogener Eingang rechts, Haustür zweiflügelig mit Oberlicht, über Erdgeschoss Gurtgesims, zweiachsiges Zwerchhaus flankiert von zwei stehenden Gaupen. | 09247126 |
|                                         | Mietshaus in geschlossener Bebauung in Ecklage | Humboldtstraße 10 (Karte)                | 1898                               | Historisierende Fassade der Stadterweiterung, baugeschichtliche Bedeutung. Dreigeschossiger roter Klinkerbau mit abgeschrägter Eckachse, Eckbetonung auch durch dreiachsigen Dachaufbau als viertem Geschoss, mit Pyramidenhelmen, und Rechteckerker im ersten Obergeschoss, kräftiges Gurtgesims trennt Erdgeschoss optisch ab, auch die anderen Geschosse durch Horizontalbänder markiert, Gussstein-Standardverzierungen (Dreiecksgiebel als Fensterbekrönungen im ersten Obergeschoss, Köpfe, Girlanden). | 09247127 |
|                                         | Mietshaus in halboffener Bebauung | Liebigstraße 1 (Karte)                   | 1898                               | Zeittypischer historisierender Klinkerbau von baugeschichtlicher Bedeutung. Dreigeschossiger gelber Klinkerbau, fünf Achsen, Erdgeschoss mit bogigen Öffnungen, eingezogener Eingang in der Mittelachse, Gurtgesims trennt Erdgeschoss optisch ab, die Obergeschosse mit Gussstein- bzw. Putzstuck-Verzierungen (Verdachungen, Schlusssteine, Girlanden, Lambrequins), gleiche Gestaltung wie Nummer 3 und 5. | 09247122 |
|                                         | Mietshaus in geschlossener Bebauung | Liebigstraße 3 (Karte)                   | 1899                               | Zeittypischer historisierender Klinkerbau von baugeschichtlicher Bedeutung. Dreigeschossiger gelber Klinkerbau, fünf Achsen, Erdgeschoss mit bogigen Öffnungen, eingezogener Eingang in der Mittelachse, Gurtgesims trennt Erdgeschoss optisch ab, die Obergeschosse mit Gussstein- bzw. Putzstuck-Verzierungen (Verdachungen, Schlusssteine, Girlanden, Lambrequins), gleiche Gestaltung wie Nummer 1 und 5. | 09247121 |
|                                         | Mietshaus in geschlossener Bebauung | Liebigstraße 5 (Karte)                   | 1899                               | Zeittypischer historisierender Klinkerbau von baugeschichtlicher Bedeutung. Dreigeschossiger gelber Klinkerbau, fünf Achsen, Erdgeschoss mit bogigen Öffnungen, eingezogener Eingang in der Mittelachse, Gurtgesims trennt Erdgeschoss optisch ab, die Obergeschosse mit Gussstein- bzw. Putzstuck-Verzierungen (Verdachungen, Schlusssteine, Girlanden, Lambrequins), gleiche Gestaltung wie Nummer 1 und 3. Bombentreffer, daher Fassade leicht reduziert. | 09247120 |
| Direkt Bild zu diesem Denkmal hochladen | Mietshaus in halboffener Bebauung | Liebigstraße 8 (Karte)                   | 1931                               | Zu einem einheitlich gestalteten Straßenzug in der Robert-Koch-Straße gehörendes Wohnhaus in angeglichener Gestaltung, von baugeschichtlichem und städtebaulichem Wert. Dreigeschossiger, sechsachsiger Putzbau mit einfacher Fassade, im Bereich der beiden rechten Achsen viergeschossig, flacher Mittelrisalit mit gerade verdachtem Eingang und Treppenhausfenstern, links zweiachsiges Dachhäuschen, zweite Achse mit sehr schmalen Fenstern (Bad?), Architektur in der Art der einheitlich gestalteten Bebauung der Robert-Koch-Straße, aber als „Nachzügler“ stark vereinfacht. 1931 im Auftrag des Mieterschutzverbandes Plauen i/V. durch Baumeister E. Klix erbautes Mietshaus. Das Gebäude schließt an Mietshäuser in der Robert-Koch-Straße an, die bereits 1928 ebenfalls im Auftrag des Mieterschutzverbandes Plauen i/V. erbaut wurden. Auch diese Bauten entstanden nach Entwürfen des Baumeisters E. Klix. Während die Gebäude der Robert-Koch-Straße noch den stilistischen Auffassungen der Reformarchitektur entsprechen, ist das Gebäude Liebigstraße 8 sehr schlicht und schon eher ein typischer Siedlungsbau der 1930er Jahre. Durch die Farbgebung der Fassade (grün gefasste Türportale und Fenstereinfassungen, sandfarbiger Putz) wird allerdings eindeutig der Zusammenhang zum vorher gebauten Straßenzug hergestellt. Es ist also davon auszugehen, dass das Gebäude ebenfalls bereits 1928 vorgesehen war, aber erst später ausgeführt wurde. Im Inneren des Gebäudes blieben wenige nennenswerte Baudetails erhalten (beispielsweise das bauzeitliche Treppengeländer). Das beschriebene Mietshaus ist auf Grund seines städtebaulichen und baugeschichtlichen Wertes als Teil des beschriebenen Bauensembles denkmalwürdig. | 09304807 |
|                                         | Mietshaus mit Laden in Ecklage in geschlossener Bebauung | Liebigstraße 22 (Karte)                  | 1910                               | Zeittypischer Putzbau im Reformstil, baugeschichtliche Bedeutung. Dreigeschossig, beide Seiten dominant übergiebelt, verdachte Seitenerker, bewusste Auflösung der Symmetrie, Fassadendekor mit Putznutung im Erdgeschoss und Putzstuckverzierungen, Hauseingang besonders hervorgehoben durch kassettierte Einfassung, Haustür original, im Inneren Ausmalung Treppenhaus, Eisengeländer mit Holzhandlauf, Bleiglasfenster, Fliesen, Terrazzostufen und Wohnungstüren original. | 09247685 |
| Direkt Bild zu diesem Denkmal hochladen | Bergkelleranlage der ehemaligen Brauerei (ehemals St. Johannis Hospital) | Reichenbacher Straße 35 (hinter) (Karte) | Um 1905, Kern 16. Jahrhundert      | Denkmal der Stadtgeschichte, auch baugeschichtliche Bedeutung, bergmännisch erschlossene Anlage. Das Hauptgebäude der Brauerei, dessen Erdgeschossmauern die des ehemaligen Hospitals waren, war 2019 nicht mehr vorhanden. Hauptgebäude der Brauerei war dreigeschossiger Putz-Klinker-Bau auf Natursteinsockel mit dominanten, altdeutsch gegiebelten Seitenrisaliten, zweites Obergeschoss mit verschiefertem Erker, über dieser Mittelachse ebenfalls verschieferter Dachreiter mit Wetterfahne, Erdgeschoss und zweites Obergeschoss mit Rundbogenfenstern, die Bögen in rotem Klinker, die anderen Gebäude niedriger und auch in anderen Formen, aber mit der gleichen Putz-Klinker-Gestaltung. | 09246558 |
|                                         | Mietshaus in geschlossener Bebauung | Robert-Koch-Straße 36 (Karte)            | 1928                               | Qualitätvoller Putzbau von baugeschichtlichem Wert, als Teil einer gleich gestalteten Mietshauszeile des Mieterschutz-Verbandes e. V. von städtebaulicher und sozialgeschichtlicher Bedeutung. Drei- bis viergeschossiger Putzbau auf Sockel aus Theumaer Schiefer, Gliederung durch stilisierte Kolossalpilaster, an der Schauseite neoklassizistisch mit leicht vorspringendem Dreiecksgiebel überfangen, auf der (vereinfachten) Seite zur Liebigstraße als Putzlisenen, Erdgeschoss mit Gurtgesims, zum Teil veränderte Öffnungsgrößen, waagerechter Akzent durch vorspringende Fensterbänke, im Giebelfeld Triple-Bogenfenster. | 09247053 |
|                                         | Mietshaus in geschlossener Bebauung | Robert-Koch-Straße 38 (Karte)            | 1928                               | Qualitätvoller Putzbau von baugeschichtlichem Wert, als Teil einer gleich gestalteten Mietshauszeile von städtebaulicher Bedeutung. Drei- bis viergeschossiger Putzbau, leicht vorspringende Fassadenteile mit Lisenengliederung in Obergeschossen, zarte Putzreliefs, Sockel Theumaer Schiefer, putzgerahmter Eingang, die beiden linken Achsen mit Dreiecksgiebel überfangen. | 09247054 |
|                                         | Mietshaus in geschlossener Bebauung | Robert-Koch-Straße 40 (Karte)            | 1928                               | Qualitätvoller Putzbau von baugeschichtlichem Wert, als Teil einer gleich gestalteten Mietshauszeile von städtebaulicher Bedeutung. Drei- bis viergeschossiger Putzbau, leicht vorspringende Fassadenteile mit Lisenengliederung in Obergeschossen, zarte Putzreliefs, Sockel Theumaer Schiefer, Putz grau-grün, mit Putzkassetten gerahmter Eingang, Balkon später hinzugefügt. | 09247055 |
|                                         | Mietshaus in geschlossener Bebauung | Robert-Koch-Straße 42 (Karte)            | 1928                               | Qualitätvoller Putzbau von baugeschichtlichem Wert, als Teil einer gleich gestalteten Mietshauszeile von städtebaulicher Bedeutung. Drei- bis viergeschossiger Putzbau, leicht vorspringende lisenengerahmte Fassadenteile in Obergeschossen, zarte Putzreliefs, Sockel Theumaer Schiefer, Putz grau-grün, Fenster im originalen Sinne mit sprossengeteilten Oberlichtern, putzgerahmter Eingang. | 09247056 |
|                                         | Mietshaus in geschlossener Bebauung | Robert-Koch-Straße 44 (Karte)            | 1928                               | Qualitätvoller Putzbau von baugeschichtlichem Wert, als Teil einer gleich gestalteten Mietshauszeile von städtebaulicher Bedeutung. Drei- bis viergeschossiger Putzbau, leicht vorspringende lisenengerahmte Fassadenteile in Obergeschossen, zarte Putzreliefs, Sockel Theumaer Schiefer, Putz grau-grün, Fenster im originalen Sinne mit sprossengeteilten Oberlichtern, Eingang putzgerahmt mit rundbogigem Oberlicht. | 09247057 |
| Weitere Bilder                          | Gebäude 1, 6, 7/7B, 8/8A, 9, 16 des Stadtkrankenhauses | Röntgenstraße 2 (Karte)                  | Um 1900                            | Stadtgeschichtlich, sozialgeschichtlich, baugeschichtlich und städtebaulich bemerkenswertes Gebäudeensemble. - Haus 1: Medizinische Klinik, Stationäre Dialyse, entstellender Fahrstuhlschachtanbau, Klinkermischbau Doppel-T-Grundriss, guter Originalzustand, Zierfachwerk - Haus 6: um 1900, breitgelagerter, zweigeschossiger Bau mit Seitenrisaliten, Dach mit Leergespärre, orangeroter Klinker, dunkelroter Klinker als Ornament, Sockel Theumaer Schiefer als Polygonmauerwerk mit Eckquaderung, am Gurtgesims Würfelfries, flachgeneigtes Satteldach durch dekorative Streben gestützt, im Erdgeschoss der Seitenrisalite große Fenster für Operationssaal eingebrochen, Veränderungen reversibel - Haus 6 A 2013 abgerissen - Haus 7: Medizinische Klinik, Labor, Funktionsdiagnostik, um 1905, repräsentatives Gebäude mit polygonalem Erker in Klinkermischbauweise, Fenster mit Klinkereinfassung, Putzflächen als Dekoration, seitlich Zwerchgiebel mit Reliefs dekoriert, bekrönt durch Steinkugeln, polygonaler Dachreiter mit Welscher Haube und Wetterfahne, unter Erker Eingang mit stilisiertem Pflanzendekor, Schlussstein als Kopf ausgebildet, Haustür zweiflügelig, Erker mit Bezeichnung: „Stadtkrankenhaus“ und Plauener Stadtwappen, Fensterbretter glasierte grüne Ziegel - Haus 7B: um 1920, dreigeschossiger Putzbau, mit Zwischenbau an Haus 6 angebaut, dieser zweigeschossig mit großem Tor, zweiflügelig mit Oberlicht, kleine Reliefs in Obergeschoss, sehr sachlicher, qualitätvoll gestalteter Bau von hohem städtebaulichem Wert, Balkons, Eckerker polygonal, weit vorkragendes Walmdach, Kragsteine dort, Fledermausgauben, über Eckerker Pyramidenhelm mit bekrönender Kugel und Wetterfahne, Fenster fast quadratisch mit Sprossenteilung, im Erdgeschoss Segmentbogenfenster, Fensterläden mit Jalousie im Obergeschoss, Putz gelb, weiß abgesetzt, Putzstuckreliefs, Dachdeckung rote Biberschwänze, Gauben blau - Haus 8: Verwaltung 2, Apotheke und Informationsverarbeitung, um 1905, architektonisch qualitätvoller Klinkermischbau mit Zierfachwerk am Drempel und Fachwerkzwerchgiebel, Schwebegiebel, Kragstützen am Dachbereich, Klinkerbänder und Klinkerblumenornamentik aus verschiedenfarbigen Klinkern und glasierten Ziegeln, Fenster erneuert - Haus 9: Verwaltungsgebäude 1, ehemaliges Wohnhaus (?), zweigeschossig, teilweise dreigeschossig, Werksteinverblendung, teilweise Sandstein und Grünstein, eingeschossiger Erker im Erdgeschoss, Wintergarten mit aufwendiger Holzkonstruktion, darüber Balkon mit ornamental gesägter Holzbrüstung, Klinkerornamentik (Blumen), Zierfachwerk am Traufbereich, um 1905, bemerkenswerter dominanter Bau von städtebaulichem Wert, aufwendige Fenstergewände, teilweise Fensterverdachungen - Haus 16: nur Altbau, eingeschossig, ortsbildprägender Eckbau, Satteldach, Klinkermischbauweise, Lisenengliederung, Rundfenster, Werksteinsockel als Schichtmauerwerk, ursprünglich Maschinenhaus | 09247128 |

## Tabellenlegende
- Bild: Bild des Kulturdenkmals, ggf. zusätzlich mit einem Link zu weiteren Fotos des Kulturdenkmals im Medienarchiv Wikimedia Commons. Wenn man auf das Kamerasymbol klickt, können Fotos zu Kulturdenkmalen aus dieser Liste hochgeladen werden:
- Bezeichnung: Denkmalgeschützte Objekte und ggf. Bauwerksname des Kulturdenkmals
- Lage: Straßenname und Hausnummer oder Flurstücknummer des Kulturdenkmals. Die Grundsortierung der Liste erfolgt nach dieser Adresse. Der Link (Karte) führt zu verschiedenen Kartendiensten mit der Position des Kulturdenkmals. Fehlt dieser Link, wurden die Koordinaten noch nicht eingetragen. Sind diese bekannt, können sie über ein Tool mit einer Kartenansicht einfach nachgetragen werden. In dieser Kartenansicht sind Kulturdenkmale ohne Koordinaten mit einem roten bzw. orangen Marker dargestellt und können durch Verschieben auf die richtige Position in der Karte mit Koordinaten versehen werden. Kulturdenkmale ohne Bild sind an einem blauen bzw. roten Marker erkennbar.
- Datierung: Baubeginn, Fertigstellung, Datum der Erstnennung oder grobe zeitliche Einordnung entsprechend des Eintrags in der sächsischen Denkmaldatenbank
- Beschreibung: Kurzcharakteristik des Kulturdenkmals entsprechend des Eintrags in der sächsischen Denkmaldatenbank, ggf. ergänzt durch die dort nur selten veröffentlichten Erfassungstexte oder zusätzliche Informationen
- ID: Vom Landesamt für Denkmalpflege Sachsen vergebene, das Kulturdenkmal eindeutig identifizierende Objekt-Nummer. Der Link führt zum PDF-Denkmaldokument des Landesamtes für Denkmalpflege Sachsen. Bei ehemaligen Kulturdenkmalen können die Objektnummern unbekannt sein und deshalb fehlen bzw. die Links von aus der Datenbank entfernten Objektnummern ins Leere führen. Ein ggf. vorhandenes Icon  führt zu den Angaben des Kulturdenkmals bei Wikidata.